# Orchamus gracilis
Orchamus gracilis är en insektsart som först beskrevs av Brunner von Wattenwyl 1882.  Orchamus gracilis ingår i släktet Orchamus och familjen Pamphagidae. Inga underarter finns listade i Catalogue of Life.